# Łóżko kontynentalne

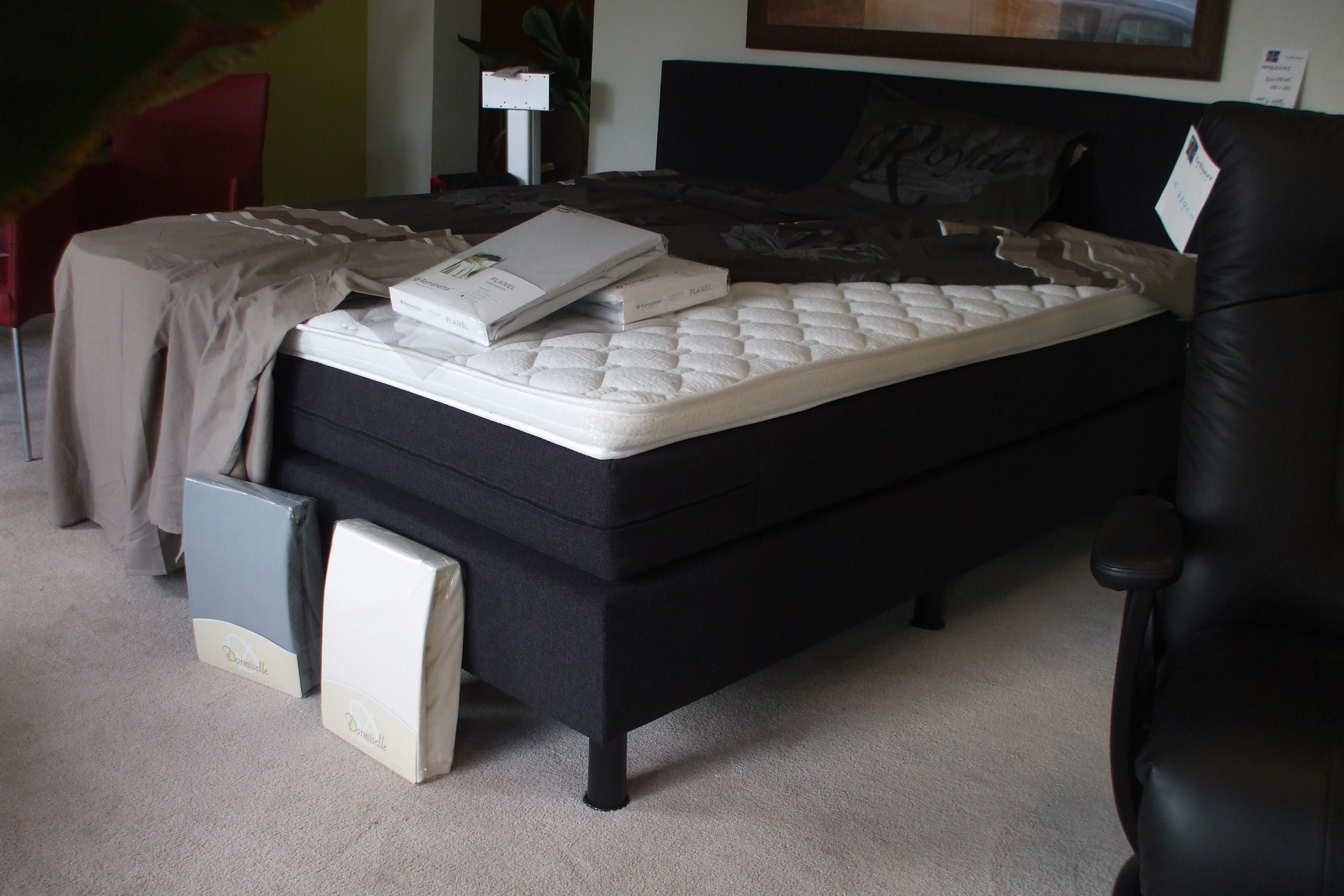
Łóżko kontynentalne

Łóżko kontynentalne – tapicerowane łóżko na nóżkach, które składa się ze sprężynowego materaca umieszczonego na drewnianej skrzyni wypełnionej  sprężynami bonellowymi (tzw. boxspring). W handlu dostępne są łóżka kontynentalne jedno- i dwuosobowe w różnych rozmiarach, ze szczytem górnym i dolnym lub tylko wezgłowiem.

## Opis
Łóżko kontynentalne składa się z dwóch podstawowych elementów:
- dolnej skrzyni drewnianej stojącej na nóżkach i wypełnionej sprężynami bonellowymi obłożonymi materiałem izolującym, np. pianką poliuretanową – jest to tzw. właściwy boxspring, czyli w tłumaczeniu dosłownym "skrzynia ze sprężynami" (ang. box – skrzynia, pudło i spring – sprężyna), której zadaniem jest dźwiganie materaca[potrzebny przypis]; ma średnią wysokość około 30 do 35 cm;
- sprężynowego materaca kieszonkowego umieszczonego na skrzyni ze sprężynami

Zarówno dolna skrzynia, jak i boki materaca są tapicerowane tym samym rodzajem materiału obiciowego, tworząc jednolitą całość. Producenci oferują klientom możliwość wyboru materiału obiciowego w celu kolorystycznego dopasowania łóżka do pozostałych mebli i innych elementów w sypialni.
Dodatkowe elementy konstrukcyjne, w które może zostać wyposażone łóżko kontynentalne obejmują:
- wezgłowie, czyli tapicerowany szczyt górny (przeciętnie ma wysokość około 100 cm i może być równy szerokości łóżka lub nieco szerszy niż podstawa łóżka)
- tapicerowany szczyt dolny (przeciętnie ma wysokość około 60 cm i może być równy szerokości łóżka lub nieco szerszy, średnio o 10 cm)
- toper czyli cienki materac wierzchni
- silnik elektryczny do sterowania łóżkiem

Cechą charakterystyczną łóżka kontynentalnego jest to, że powierzchnia do spania znajduje się stosunkowo wysoko nad podłogą (około 60 do 70 cm w zależności od wysokości nóżek i grubości materaca) w porównaniu do innych typów łóżek. Uważa się to za zaletę, gdyż ułatwia zmianę pozycji ciała z leżącej do stojącej i na odwrót, szczególnie seniorom.
Według producentów i sprzedawców inne zalety konstrukcji obejmują: dobre rezonowanie, dopasowywanie do kształtu ciała oraz wentylację materaca (także od spodu).
W handlu znajdują się łóżka kontynentalne jedno- i dwuosobowe, przy czym często łóżko dwuosobowe jest złożone z dwóch łóżek jednoosobowych, które są połączone z wezgłowiem; w takim wypadku łóżka można rozsunąć na boki, aby odkurzyć podłogę pod łóżkami.
W zależności od jakości i ilości materiałów użytych do produkcji, stopnia twardości materaca (do 80 kg lub powyżej 80 kg masy ciała), a także solidności wykonania – można spotkać łóżka kontynentalne w różnych wariantach cenowych.

## Materac
Na skrzyni łóżka kontynentalnego można położyć dowolny rodzaj materaca, jednak w wersji klasycznej umieszcza się materac sprężynowy kieszeniowy. Materac tego typu jest we wnętrzu wypełniony licznymi metalowymi sprężynami, które są pojedynczo umieszczone w torebkach (kieszonkach) z syntetycznego materiału typu włókniny. Taka budowa zapewnia dostosowywanie się każdej sprężyny osobno (niezależnie od pozostałych sprężyn) do kształtu ciała oraz umożliwia cyrkulację powietrza, czyli wentylację i odprowadzanie wilgoci z materaca. Liczba sprężyn w materacu przypadająca na metr kwadratowy decyduje o stopniu dopasowania do kształtu ciała oraz w dużej mierze o jakości i trwałości. Strona wierzchnia materaca jest pokryta obustronnie miękkimi materiałami lub ich kombinacjami, np. lateksem, pianką polieterową, pianką poliuretanową lub wełną i bawełną. Istnieje możliwość zastosowania specjalnego materacu dla alergików. Najczęściej wykonane są one z materiałów  typu wysokoelastycznej i termoelastycznej pianki, które gwarantują przewiewność, co umożliwia dobrą cyrkulacje powietrza, zmniejszając narażenie osoby na działania alergiczne. 
Dodatkowo w celu przedłużenia żywotności materaca zaleca się regularne obracanie ze strony lewej na prawą oraz z góry na dół (dotyczy jedynie materaców obustronnych, tzn. przeznaczonych do spania po obu stronach).

## Materac wierzchni
Toper lub top materac, czyli cienki materac nawierzchniowy jest umieszczany na wierzchu materaca sprężynowego, szczególnie w przypadku łóżka kontynentalnego dwuosobowego, które składa się z dwóch pojedynczych łóżek połączonych ze sobą za pomocą zawiasów u wezgłowia. Materac wierzchni niweluje szczelinę między łóżkami i poprawia komfort leżenia. Ma  przeciętnie 5 do 10 cm grubości i może być wykonany z różnych materiałów lub ich kombinacji, np. wiskozy, poliestru, lateksu, wełny i bawełny czy włosia końskiego. Możliwa jest także kombinacja z małymi sprężynami kieszonkowymi. Materac wierzchni obleka się w bawełniany pokrowiec (rodzaj prześcieradła), który można prać w wodzie.